# Светлана Кривенчева
Светлана Кривенчева (нар. 30 грудня 1973) — колишня болгарська тенісистка.
Найвищу одиночну позицію світового рейтингу — 142 місце досягла 9 лютого 1998, парну — 69 місце — 3 серпня 1998 року.
Здобула 2 одиночні та 21 парний титул туру ITF.
Найвищим досягненням на турнірах Великого шолома було 3 коло в парному розряді.
Завершила кар'єру 2012 року.

## Фінали ITF

### Одиночний розряд: 9 (2–7)
| Легенда          |
| ---------------- |
| турніри $100,000 |
| турніри $75,000  |
| турніри $50,000  |
| турніри $25,000  |
| турніри $10,000  |

| Фінали за покриттям |
| ------------------- |
| Тверде (1–3)        |
| Ґрунт (1–4)         |
| Трава (0–0)         |
| Килим (0–0)         |

| Результат | W–L | Дата     | Турнір                   | Рівень | Покриття | Суперниця              | Рахунок            |
| --------- | --- | -------- | ------------------------ | ------ | -------- | ---------------------- | ------------------ |
| Поразка   | 0–1 | Бер 1992 | ITF Віламора, Португалія | 10,000 | Тверде   | Олена Лиховцева        | 6–4, 2–6, 6–7(2–7) |
| Поразка   | 0–2 | Тра 1992 | ITF Балагер, Іспанія     | 10,000 | Ґрунт    | Паола Суарес           | 6–3, 3–6, 0–6      |
| Перемога  | 1–2 | Кві 1991 | ITF Софія, Болгарія      | 10,000 | Ґрунт    | Ніколе Віст            | 4–6, 6–0, 7–5      |
| Поразка   | 1–3 | Лип 1993 | ITF Бол, Хорватія        | 10,000 | Ґрунт    | Лаура Монтальво        | 0–6, 4–6           |
| Перемога  | 2–3 | Вер 1993 | ITF Бургас, Болгарія     | 10,000 | Тверде   | Аманда Вейнрайт        | 6–3, 1–6, 7–6(7–3) |
| Поразка   | 2–4 | Вер 1993 | ITF Софія, Болгарія      | 25,000 | Ґрунт    | Лоранс Куртуа          | 1–6, 1–6           |
| Поразка   | 2–5 | Бер 1997 | ITF Реймс, Франція       | 25,000 | Ґрунт    | Сара Пітковскі-Малькор | 5–7, 1–6           |
| Поразка   | 2–6 | Лип 2001 | ITF Мава, США            | 50,000 | Тверде   | Джанет Лі              | 4–6, 6–7(5–7)      |
| Поразка   | 2–7 | Лип 2008 | ITF Атланта, США         | 10,000 | Тверде   | Аманда Фінк            | 3–6, 2–6           |

### Парний розряд: 41 (21–20)
| Легенда          |
| ---------------- |
| турніри $100,000 |
| турніри $75,000  |
| турніри $50,000  |
| турніри $25,000  |
| турніри $10,000  |

| Фінали за покриттям |
| ------------------- |
| Тверде (4–5)        |
| Ґрунт (17–12)       |
| Трава (0–0)         |
| Килим (0–3)         |

| Результат | W–L   | Дата     | Турнір                          | Рівень | Покриття   | Партнерка              | Суперниці                           | Рахунок                 |
| --------- | ----- | -------- | ------------------------------- | ------ | ---------- | ---------------------- | ----------------------------------- | ----------------------- |
| Перемога  | 1–0   | Тра 1989 | ITF Марафон, Греція             | 10,000 | Ґрунт      | Дора Рангелова         | Лілі Неясмич Мері Неясмич           | 6–3, 6–4                |
| Поразка   | 1–1   | Сер 1989 | ITF Ребек, Бельгія              | 10,000 | Ґрунт      | Меді Дадох             | Івана Янковська Ева Меліхарова      | 1–6, 3–6                |
| Перемога  | 2–1   | Кві 1991 | ITF Барі, Італія                | 10,000 | Ґрунт      | Моніка Кратохвілова    | Дженніфер Ф'юкс Флора Перфетті      | 5–7, 6–2, 7–5           |
| Перемога  | 3–1   | Лют 1992 | ITF Монтемор-у-Нову, Португалія | 10,000 | Тверде     | Олена Лиховцева        | Ангеліна Петрова Петра Рихтарич     | 6–4, 6–4                |
| Перемога  | 4–1   | Бер 1992 | ITF Віламора, Португалія        | 10,000 | Тверде     | Олена Лиховцева        | Танія Коту Софія Празеріс           | 6–3, 6–2                |
| Перемога  | 5–1   | Тра 1992 | ITF Льєйда, Іспанія             | 10,000 | Ґрунт      | Сухова Ірина           | Мартіга Крга Ліса Пульєзе           | 6–1, 6–2                |
| Перемога  | 6–1   | Тра 1992 | ITF Балагер, Іспанія            | 10,000 | Ґрунт      | Ірина Сухова           | Паола Суарес Памела Сінгман         | 4–6, 6–4, 6–4           |
| Перемога  | 7–1   | Сер 1992 | ITF Ребек, Бельгія              | 10,000 | Ґрунт      | Олена Лиховцева        | Баркан Неллі Марія Марфіна          | 7–5, 6–2                |
| Поразка   | 7–2   | Сер 1992 | ITF Коксейде, Бельгія           | 10,000 | Ґрунт      | Агата Верблінська      | Марія Марфіна Олена Лиховцева       | 3–6, 3–6                |
| Поразка   | 7–3   | Вер 1992 | ITF Бургас, Болгарія            | 10,000 | Ґрунт      | Олена Лиховцева        | Галя Ангелова Цветелина Николова    | 6–3, 4–6, 3–6           |
| Перемога  | 8–3   | Жов 1992 | ITF Лангенталь, Швейцарія       | 10,000 | Тверде (i) | Неллі Баркан           | Габі Горенгель Амі ван Бюрен        | 7–6(7–4), 3–6, 6–4      |
| Перемога  | 9–3   | Тра 1993 | ITF Льєйда, Іспанія             | 10,000 | Ґрунт      | Хрістіна Захаріду      | Емілі Бонд Каролін Туар             | 6–1, 6–4                |
| Поразка   | 9–4   | Чер 1993 | ITF Загреб, Хорватія            | 10,000 | Ґрунт      | Ванесса Маттіс         | Івона Хорват Тіна Вукасович         | 5–7, 6–4, 2–6           |
| Поразка   | 9–5   | Лип 1993 | ITF Бол, Хорватія               | 10,000 | Ґрунт      | Петра Рихтарич         | Лаура Монтальво Валентіна Соларі    | 6–3, 3–6, 5–7           |
| Перемога  | 10–5  | Вер 1993 | ITF Бургас, Болгарія            | 10,000 | Тверде     | Олена Татаркова        | Камілла Перссон Анна-Карін Свенссон | 5–7, 6–2, 6–3           |
| Поразка   | 10–6  | Жов 1994 | ITF Пуатьє, Франція             | 25,000 | Тверде (i) | Татьяна Єчменіца       | Людмила Ріхтерова Гелена Вілдова    | 6–7, 1–6                |
| Поразка   | 10–7  | Кві 1995 | ITF Реймс, Франція              | 25,000 | Ґрунт      | Каролін Денін          | Естефанія Боттіні Гала Леон Гарсія  | 6–7, 6–1, 1–6           |
| Перемога  | 11–7  | Лип 1995 | ITF Дармштадт, Німеччина        | 25,000 | Ґрунт      | Квета Пешке            | Магдалена Фейстель Гелена Вілдова   | 7–6(7–4), 6–2           |
| Перемога  | 12–7  | Сер 1995 | ITF Будапешт, Угорщина          | 25,000 | Ґрунт      | Татьяна Єчменіца       | Магдалена Фейстель Гелена Вілдова   | 6–4, 6–3                |
| Поразка   | 12–8  | Бер 1996 | ITF Простейов, Чехія            | 50,000 | Килим (i)  | Ольга Лугіна           | Деніса Хладкова Гелена Вілдова      | 6–7(5–7), 6–4, 5–7      |
| Перемога  | 13–8  | Бер 1997 | ITF Реймс, Франція              | 25,000 | Ґрунт (i)  | Олена Татаркова        | Зілке Маєр Петра Шварц              | 6–2, 6–2                |
| Поразка   | 13–9  | Кві 1997 | ITF Марафон, Греція             | 25,000 | Ґрунт      | Віраг Чурго            | Кара Блек Ірина Селютіна            | 3–6, 4–6                |
| Перемога  | 14–9  | Лип 1997 | ITF Дармштадт, Німеччина        | 25,000 | Ґрунт      | Павліна Нола           | Ольга Іванова Магдалена Фейстель    | 6–0, 2–6, 6–3           |
| Перемога  | 15–9  | Лип 1997 | ITF Росток, Німеччина           | 25,000 | Ґрунт      | Павліна Нола           | Рені Рід Река Відатс                | w/o                     |
| Перемога  | 16–9  | Сер 1997 | ITF Сопот, Польща               | 75,000 | Ґрунт      | Олена Татаркова        | Радка Бобкова Ленка Немечкова       | 7–6(9–7), 6–3           |
| Поразка   | 16–10 | Сер 1997 | ITF Братислава, Словаччина      | 75,000 | Ґрунт      | Павліна Нола           | Лоранс Куртуа Генрієта Надьова      | 1–6, 0–6                |
| Поразка   | 16–11 | Лис 1997 | ITF Пуатьє, Франція             | 50,000 | Тверде (i) | Леа Жирарді            | Нансі Фебер Петра Лангрова          | 6–3, 3–6, 1–6           |
| Поразка   | 16–12 | Лют 1999 | ITF Рогашка Слатина, Словенія   | 25,000 | Килим (i)  | Ева Мартінцова         | Тіна Кріжан Катарина Среботнік      | 5–7, 2–6                |
| Поразка   | 16–13 | Лют 1999 | ITF Буші, Велика Британія       | 25,000 | Килим (i)  | Тіна Кріжан            | Еммануель Гальярді Каталін Мароші   | 7–6(7–4), 2–6, 6–7(0–7) |
| Перемога  | 17–13 | Лип 1999 | ITF Пухгайм, Німеччина          | 25,000 | Ґрунт      | Ева Меліхарова         | Кірстін Фрає Зіна Шрайбер           | 6–2, 6–4                |
| Перемога  | 18–13 | Кві 2000 | ITF Куарту-Сант'Елена, Італія   | 10,000 | Ґрунт      | Антоанета Пандєрова    | Міхаела Паштікова Гелена Вілдова    | 7–5, 7–6(11–9)          |
| Поразка   | 18–14 | Кві 2000 | ITF Мальє, Італія               | 25,000 | Ґрунт      | Тетяна Пучек           | Аліче Канепа Марія Паола Дзавальї   | 1–6, 4–6                |
| Поразка   | 18–15 | Кві 2000 | ITF Сан-Северо, Італія          | 10,000 | Ґрунт      | Оана Елена Голімбйоскі | Деббі Гак Лотті Селен               | 4–6, 3–6                |
| Поразка   | 18–16 | Чер 2000 | ITF Марсель, Франція            | 50,000 | Ґрунт      | Анна Бєлень-Жарська    | Аліче Канепа Маріана Діас-Оліва     | 2–6, 3–6                |
| Перемога  | 19–16 | Лип 2000 | ITF Пухгайм, Німеччина          | 25,000 | Ґрунт      | Зузана Валекова        | Анжеліка Бахманн Мелані Шнелль      | 7–5, 3–6, 7–5           |
| Перемога  | 20–16 | Сер 2000 | ITF Сен-Годан, Франція          | 25,000 | Ґрунт      | Олена Татаркова        | Естер Мольнар Мая Палавершич        | 3–6, 7–5, 6–3           |
| Поразка   | 20–17 | Лют 2001 | ITF Рокфорд, США                | 25,000 | Тверде (i) | Олена Татаркова        | Каті Шлукебір Крістен Шлукебір      | 6–7(4–7), 1–6           |
| Поразка   | 20–18 | Лют 2005 | ITF Рокфорд, США                | 25,000 | Тверде (i) | Жоана Кортез           | Джулія Дітті Владіміра Угліржова    | 6–3, 5–7, 5–7           |
| Поразка   | 20–19 | Лип 2005 | ITF Колледж-Парк, США           | 50,000 | Тверде     | Ешлі Гарклроуд         | Марія Хосе Архері Летісія Собрал    | 4–6, 6–3, 6–7(1–7)      |
| Поразка   | 20–20 | Жов 2009 | ITF Вільямсбург, США            | 10,000 | Ґрунт      | Ангелина Габуєва       | Ана-Марія Мора Ґіра Шофілд          | 6–3, 0–6, [6–10]        |
| Перемога  | 21–20 | Жов 2010 | ITF Вільямсбург, США            | 10,000 | Ґрунт      | Ангелина Габуєва       | Саломе Девідзе Магда Окруашвілі     | 6–4, 3–6, [10–8]        |